# Aischylos

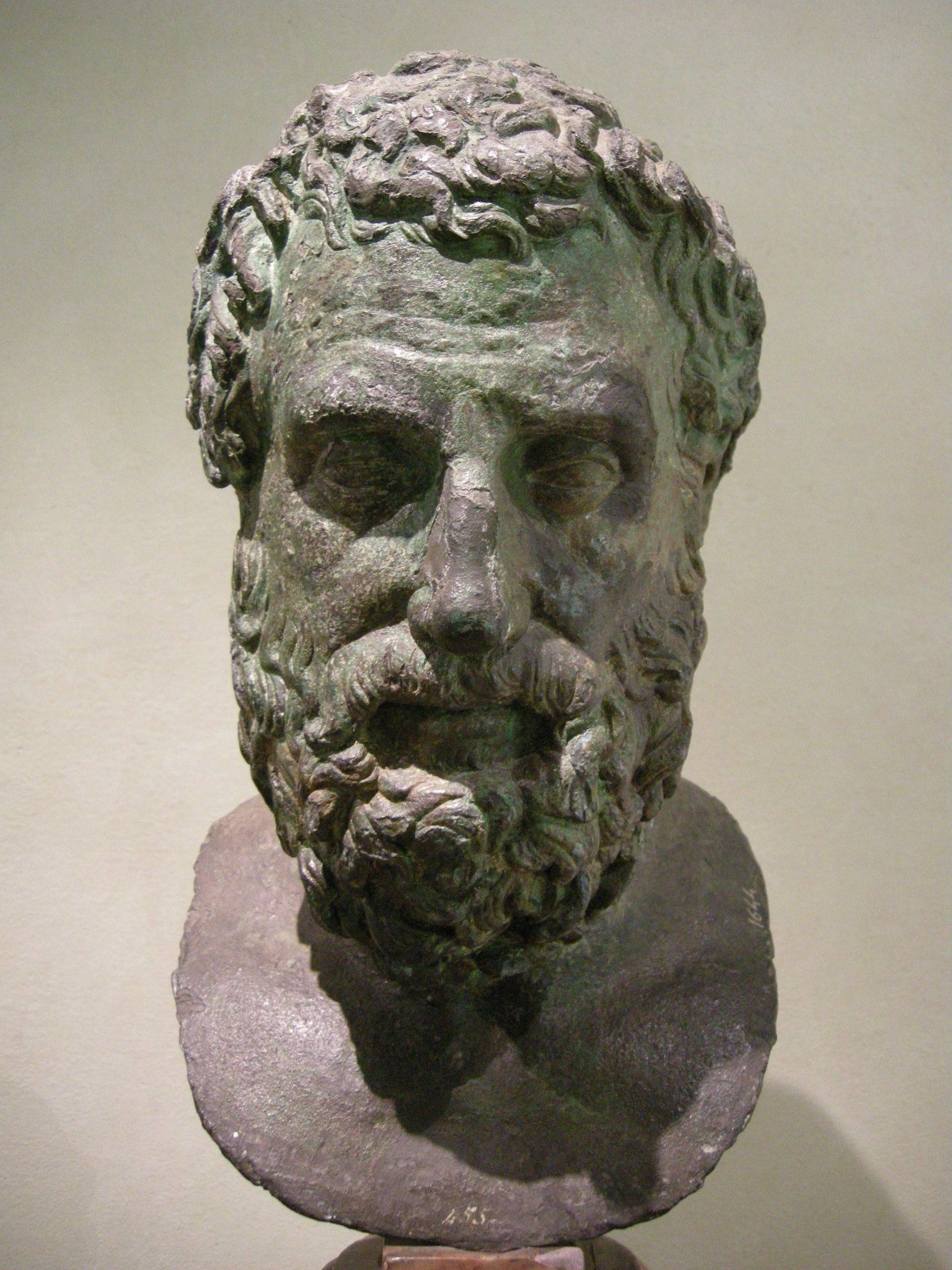
Aischylos, Bronzebüste

Aischylos (griechisch Αἰσχύλος Aischýlos, deutsche Aussprache ['aɪ̯sçʏlɔs], klassische Aussprache [ai̯skʰýlos], latinisiert Aeschylus; * 525 v. Chr. in Eleusis, Attika; † 456 v. Chr. in Gela, Sizilien) ist vor Sophokles und Euripides der älteste der drei großen Dichter der griechischen Tragödie. Von seinen sieben erhaltenen Stücken werden vor allem Die Perser und die Orestie weltweit gespielt.

## Leben
Aischylos, der Sohn des Euphorion, entstammte einem alten Adelsgeschlecht. Als junger Mann erlebte er mit dem Sturz der Söhne des Peisistratos das Ende der Tyrannis und die demokratischen Reformen des Kleisthenes von Athen. Er begeisterte sich früh für die Dramen von Choirilos von Athen und Pratinas von Phleius. Der Sage nach wurde er durch Dionysos selbst im Traum zum Dichter geweiht. An seinen frühen Stücken nahm er noch selbst als Schauspieler teil. Im Alter von 25 Jahren bewarb er sich erstmals um den Siegespreis des Agons der Dionysien, des Dichterwettbewerbs der Polis Athen, in dem er jedoch unterlag.
Als Soldat nahm er 490 v. Chr. für Athen an der Schlacht bei Marathon gegen die Perser teil, in der sein Bruder Kynaigeiros getötet wurde. Nach der Zerstörung Athens im Jahre 480 v. Chr. war er auf einem der griechischen Kriegsschiffe an der Schlacht von Salamis beteiligt.
Er unternahm mehrere Reisen nach Sizilien, so auch 475 v. Chr. auf Einladung des dortigen Tyrannen Hieron I. von Syrakus, und traf dort auf die Lyriker Simonides von Keos, Pindar und Bakchylides. Für Hieron verfasste er das Festspiel Die Ätnäerinnen.
Im Jahr 472 v. Chr. gewann er bei den Dionysien den Siegespreis mit der Uraufführung des Dramas Die Perser, bei dem es sich um eine dramatisierte Fassung seiner Kriegserfahrungen handelt. Im Wettstreit mit Sophokles unterlag er im Jahre 468 v. Chr., doch konnte er insgesamt dreizehn Siege erringen.
Von seiner letzten Sizilienreise kehrte er nicht mehr zurück. Er starb 456 v. Chr. in Gela, wo er auch begraben wurde. Der Legende nach hatte er sich dort auf die Felder zurückgezogen, weil ihm ein Orakel geweissagt habe, dass er beim Einsturz eines Hauses sterben sollte. Da flog ein Adler mit einer Schildkröte vorbei, die er auf einem Felsen zerschellen lassen wollte, um an ihr Inneres zu gelangen. Der Vogel verwechselte Aischylos’ Glatze von oben mit einem Stein, ließ los, und die Beute erschlug den Dichter.
Schon in der Antike fand man es bemerkenswert, dass sein Grab-Epigramm zwar die Teilnahme an den Perserkriegen nennt, nicht aber sein erfolgreiches dichterisches Schaffen. Es lautet:
Αἰσχύλον Εὐφορίωνος Ἀθηναῖον τόδε κεῦθει

    μνῆμα καταφθίμενον πυροφόροιο Γέλας·

ἀλκὴν δ' εὐδόκιμον Μαραθώνιον ἄλσος ἄν εἴποι

    καὶ βαθυχαιτήεις Μῆδος ἐπιστάμενος.
Aischylos birgt dies Grab, Euphorions Sohn, den Athener.

    In der fruchtreichen Stadt Gela bezwang ihn der Tod.

Aber von seiner Kraft zeugt Marathons Hain, der berühmte,

    Wo der Perser, der dichtlockige, sie hat erprobt.
In Athen wurde auf die Nachricht von seinem Tode der Beschluss gefasst, seine Dramen auch weiterhin (außer Konkurrenz) an den Wettbewerben teilnehmen zu lassen.
Die wichtigsten Quellen für das Leben des Aischylos sind eine in mehreren Texthandschriften überlieferte Lebensbeschreibung, der Artikel in dem byzantinischen Lexikon Suda und die Einträge 48, 50 und 59 in der Parischen Chronik, dem so genannten Marmor Parium.

## Werke

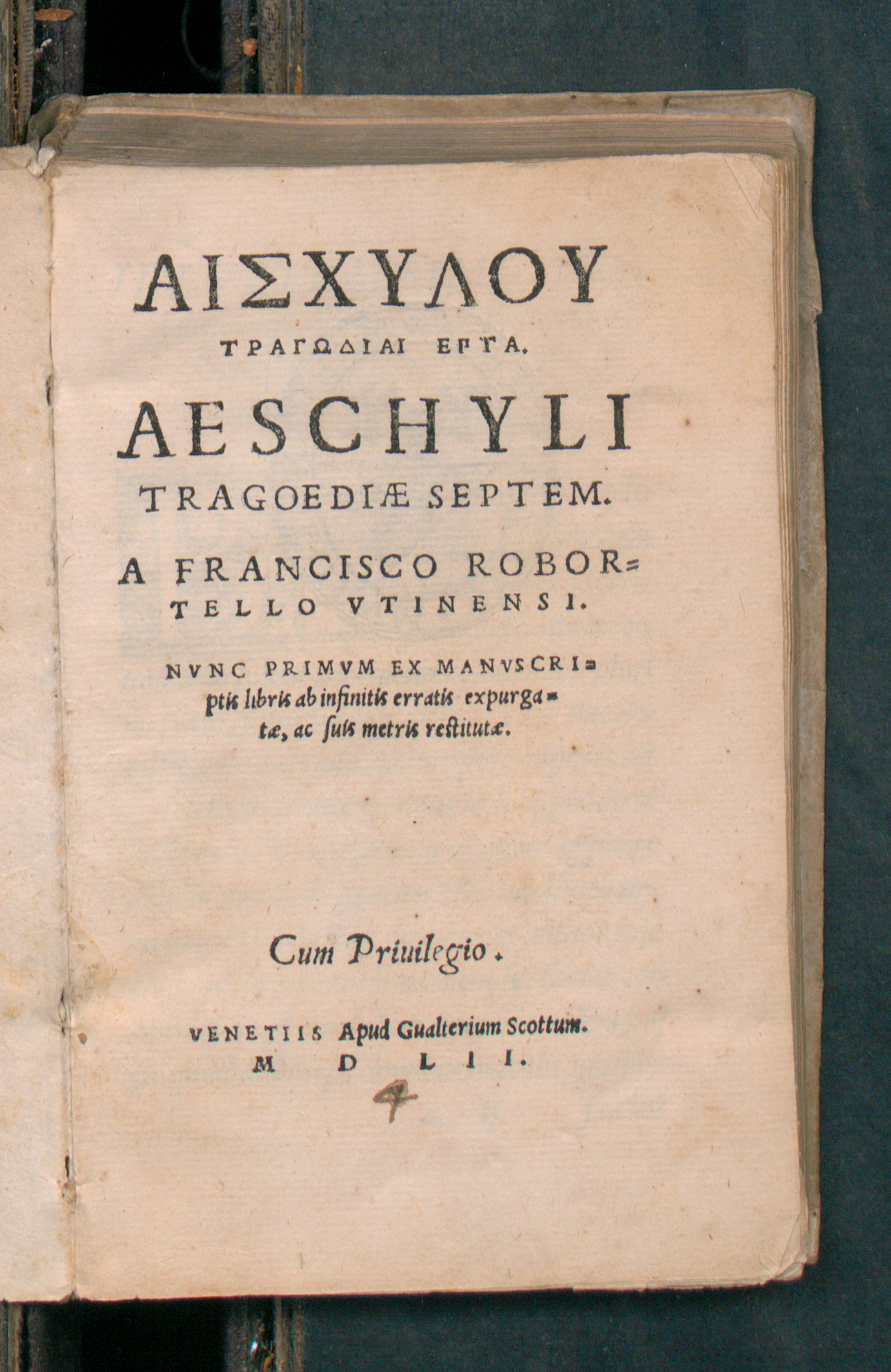
Aeschyli Tragoediae septem des italienischen Renaissance-Humanisten Francesco Robortello, 1552

### Erhaltene Werke
Gemäß Überlieferung gehen 90 Dramen auf Aischylos zurück, von denen aber nur 79 dem Namen nach bekannt sind. Die besonders berühmten 20 Satyrspiele sind allesamt verloren gegangen, nur das Satyrspiel Diktyulkoi („Die Netzzieher“) ist durch zwei Papyri in wesentlichen Teilen überliefert. Von den Tragödien sind lediglich sieben noch vollständig erhalten. Von seinen Frühwerken hin zu der kurz vor seinem Tod fertiggestellten Trilogie Orestie ist eine deutliche künstlerische Entwicklung feststellbar – von einem eher schlichten Erzählstil hin zu einem in seiner Tragik und Gedankentiefe kaum übertroffenen Drama der Weltliteratur.
- Die Perser (Πέρσαι, Pérsai; 472 v. Chr.), älteste erhaltene griechische Tragödie, die Niederlage der Perser bei Salamis behandelnd (erster Preis bei den Dionysien)
- Der gefesselte Prometheus (Προμηθεὺς δεσμώτης, Promētheús desmṓtes; um 470 v. Chr.), Anfang einer Prometheus-Trilogie, deren Echtheit von einigen Forschern angezweifelt wird
- Die Sieben gegen Theben (Ἑπτὰ ἐπὶ Θήβας, Heptá epí Thḗbas; 467 v. Chr.), Schluss der „Thebanischen Trilogie“
- Die Schutzflehenden (Ἱκέτιδες, Hikétides; zwischen 465 und 460), Anfangsstück oder mittlerer Teil der Danaiden-Trilogie
- Orestie (Ὀρέστεια, Orésteia; 458 v. Chr.), in den Teilen:
  - Agamemnon (Ἀγαμέμνων, Agamémnōn; 458 v. Chr.), erster Teil der Trilogie, die Ermordung König Agamemnons darstellend
  - Choephoren (auch Die Totenspende, Die Grabesspenderinnen oder Die Weihgussträgerinnen; Χοηφόροι, Choēphóroi; 458 v. Chr.), zweiter Teil, die Ermordung der Klytaimnestra durch ihren Sohn Orest darstellend
  - Die Eumeniden (Εὐμενίδες, Eumenídes; 458 v. Chr.), dritter Teil, die Entsühnung des Muttermörders Orestes darstellend

### Verlorene bzw. fragmentarisch überlieferte Werke
- Aigyptioi (463 v. Chr.)
- Aitnaiai (Die Ätnäerinnen)
- Amymone (Satyrspiel, 463 v. Chr.)
- Argeioi
- Argo
- Athamas
- Bacchai
- Bassarai
- Danaides (463 v. Chr.)
- Diktyulkoi (Satyrspiel)
- Edonoi
- Eleusinioi
- Epigonoi
- Glaukos Pontios
- Glaukos Potnieus (472 v. Chr.)
- Heliades
- Herakleidai
- Hiereiai
- Iphigeneia
- Ixion
- Kabeiroi
- Kares / Europe
- Kressai
- Laios (467 v. Chr.)
- Leon
- Lykourgeia
- Lykourgos
- Memnon
- Myrmidones (Die Myrmidonen)
- Mysioi (Die Mysier)
- Neaniskoi
- Nemea
- Nereides
- Niobe
- Oidipous (467 v. Chr.)
- Oplon Krisis
- Oreithyia
- Ostologoi
- Palamedes
- Pentheus
- Perraibides
- Penelope
- Philoktetes
- Phineus (472 v. Chr.)
- Phorkides
- Phryges / Hektoros Lytra
- Prometheus Lyomenos
- Prometheus Pyrkaios (472 v. Chr.)
- Prometheus Pyrphoros
- Proteus (458 v. Chr.)
- Psychagogoi
- Psychostasia
- Salaminiai
- Semele / Hydrophoroi
- Sisyphos Drapetes
- Sisyphos Petrokylistes
- Sphinx (467 v. Chr.)
- Telephos
- Theoroi / Isthmiastai
- Threissai
- Toxotides
- Trophoi
- Xantriai („Xantrierinnen“)

## Rezeption

### Antike
Im Jahre 406 v. Chr. machte Aristophanes in seiner Komödie Die Frösche Aischylos im Wettstreit mit Euripides zum Vertreter der altehrwürdigen Zeit und Vorbild des tragischen Dichters. Gegen Mitte des 4. Jahrhunderts v. Chr. wurde seine Statue neben denen des Sophokles und Euripides im Dionysostheater aufgestellt.
Seine Reduzierung der Rolle des Chors und die Einführung des zweiten Schauspielers revolutionierten durch den dadurch ermöglichten Dialog das griechische Theater. Aber auch durch Sprache, Stil und die Wahl des Mythos als Thema der griechischen Tragödie beeinflusste er seine Nachwelt maßgeblich. Seine Charaktere sind keine gewöhnlichen Menschen aus dem Volk, sondern ragen aus ihnen durch ihre übermenschliche Leidenschaft und Charakterstärke, aber auch die kraftvolle, schroffe, erhabene und bilderreiche Sprache heraus. Ferner sind wirkungsvolle Bühneneffekte, ein Polis-Patriotismus und die eigenständige ernsthafte Beschäftigung mit den tradierten Göttermythen charakteristisch für das Werk des Aischylos.
Die philologische Beschäftigung mit den Werken des Dichters setzte um 330 v. Chr. mit der Erstellung eines Staatsexemplars auf Betreiben des Lykurg ein. Ein weiterer wichtiger Schritt war das hauptsächlich von Kallimachos angefertigte Verzeichnis der in der Bibliothek von Alexandria vorhandenen Werke der griechischen Literatur und die kommentierende Tätigkeit der dortigen gelehrten Bibliothekare.
Die Auswahl von sieben Tragödien aus dem Gesamtwerk, die mit Kommentaren versehene Heptas (Siebener-Auswahl), wurde zur Zeit Kaiser Hadrians vorgenommen.

### Mittelalter und Frühe Neuzeit

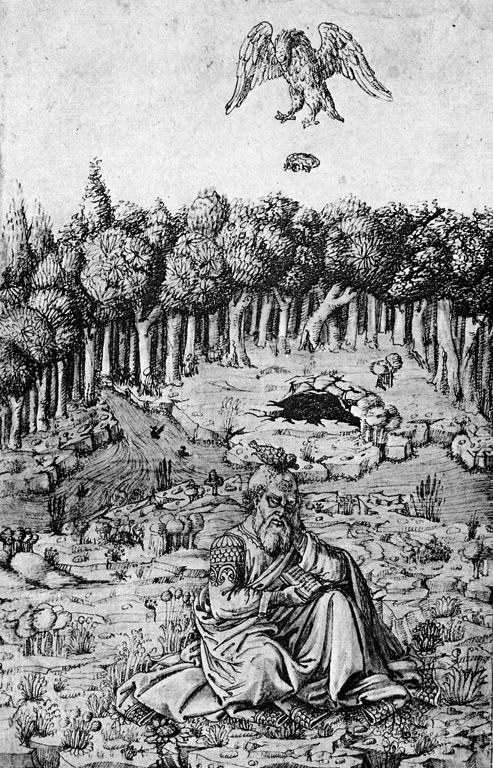
Illustration des Todes des Aischylos in der Florentinischen Bilderchronik von Maso Finiguerra, 15. Jh.

Im Mittelalter blieb die Heptas bis zum 9. Jahrhundert anscheinend unbeachtet. Um 850 wurde sie jedoch unter Verwendung der neu aufgekommenen Minuskelschrift abgeschrieben. Die überlieferten Texte der Tragödien gehen alle auf die damals angefertigten Handschriften zurück. Die wichtigste von ihnen und die einzige, die alle sieben – allerdings nicht ganz ohne Lücken – enthält, ist der Codex Laurentianus 32,9 aus der 2. Hälfte des 10. Jahrhunderts.
Im 9. oder 10. Jahrhundert wurde eine neue Auswahl vorgenommen, die nur die drei Stücke, Der gefesselte Prometheus, Die Sieben vor Theben und  Die Perser enthält, vielleicht weil sie die am leichtesten lesbaren waren. Sie werden als die Byzantinische Trias bezeichnet. Später wurde die Trias um die beiden zur Orestie gehörenden Tragödien Agamemnon und Die Weihgussträgerinnen erweitert, und auch diese Auswahl, die Pentas (Fünfer-Auswahl), begründete einen Zweig der Überlieferung.
Die Editio princeps, die erste Druckausgabe der Werke des Aischylos, erschien 1518 in Venedig.

### Moderne
Auf der Opernbühne wurden die Tragödien des Aischylos erst spät aufgegriffen. Zu nennen sind insbesondere zwei Orestie-Trilogien von Sergei Tanejew (1884–1894, Uraufführung 1895) und Darius Milhaud (1913–1922, Gesamt-Uraufführung erst 1963) sowie ein Prometheus von Rudolf Wagner-Régeny (Uraufführung 1959). Der Prometheus von Carl Orff (Uraufführung 1968) hebt sich davon ab, indem der griechische Text des Aischylos als Libretto Verwendung findet.
Die französische Philosophin, Mystikerin und politische Aktivistin Simone Weil (1909–1943), die das Werk von Aischylos analysiert hat, sieht in der „Geschichte des gefesselten Prometheus die Spiegelung der Passion Christi in der Ewigkeit. Prometheus ist das Lamm, dem seit der Gründung der Welt die Kehle durchgeschnitten wurde.“
Schließlich wurden auch Die Perser für das zeitgenössische Musiktheater des 20./21. Jahrhunderts adaptiert, 1985 von Frederic Rzewski und 2003 von Klaus Lang.
Das Sprachkunstwerk Die Schutzbefohlenen von Elfriede Jelinek knüpft in Teilen an Die Schutzflehenden (Hikétides) des Aischylos an.

## Textausgaben und Übersetzungen

Aischylos auf einer Sammelmarke des Langenscheidt-Verlags

- Aeschylos. Deutsch in den Versmaßen der Urschrift von Johann Jacob Christian Donner. 2 Bände, Hoffmann, Stuttgart 1854.
- Aischylos. Übersetzt von Johann Gustav Droysen. 4., umgearbeitete Auflage, Hertz, Berlin 1884.
- Aeschyli Tragoediae. Editio maior. Herausgegeben von Ulrich von Wilamowitz-Moellendorff. Weidmann, Berlin 1914.
- Aeschyli Tragoediae. Editio minor. Herausgegeben von Ulrich von Wilamowitz-Moellendorff. Weidmann, Berlin 1915.
- Aeschyli Septem Quae Supersunt Tragoediae. Herausgegeben von Gilbert Murray. Clarendon Press, Oxford 1937.
- Aischylos: Tragödien und Fragmente. Übersetzt von Ludwig Wolde. Dieterich’sche Verlagsbuchhandlung, Leipzig 1938.
- Aeschyli Septem Quae Supersunt Tragoediae. Editio Altera. Herausgegeben von Gilbert Murray. Clarendon Press, Oxford 1955.
- Aeschyli Septem Quae Supersunt Tragoediae. Herausgegeben von Denys Lionel Page. Clarendon Press, Oxford 1972.
- Aischylos: Tragödien und Fragmente. Herausgegeben und übersetzt von Oskar Werner. 3., verbesserte Auflage, Heimeran, München 1980.
- Tragicorum Graecorum Fragmenta, Band III: Aeschylus. Herausgegeben von Stefan Radt. Vandenhoeck & Ruprecht, Göttingen 1985.
- Aischylos: Werke in einem Band. Übersetzt und kommentiert von Dietrich Ebener. 2. Auflage, Aufbau-Verlag, Berlin und Weimar 1987.
- Aeschylus: Tragoediae cum incerti poetae Prometheo. Ed. corr. ed. prim. Herausgegeben von Martin Litchfield West. Teubner, Stuttgart und Leipzig 1998.
- Aischylos: Die Tragödien. Übersetzungen mit Anmerkungen von Emil Staiger und Walther Kraus. Reclam, Stuttgart 2002.
- Aeschylus. Herausgegeben und übersetzt von Alan H. Sommerstein. 3 Bände, Harvard University Press, Cambridge (MA) 2008.
- Aischylos: Tragödien. Übersetzt von Oskar Werner, herausgegeben von Bernhard Zimmermann. 7., überarbeitete Auflage, Artemis & Winkler, Mannheim 2011.
- Aischylos: Die Tragödien. Übersetzt von Johann Gustav Droysen, herausgegeben von Bernhard Zimmermann. 7., aktualisierte Auflage, Kröner, Stuttgart 2015.